# J・T・リロイ
ジェレマイア・ターミネーター・リロイ(Jeremiah "Terminator" LeRoy) は、アメリカ合衆国の女性作家ローラ・アルバートのペンネーム及び、彼女の作りだした架空の人物である。

## 来歴
1980年10月31日にウェストバージニア州で生まれたとされる男性で、実の母親に男娼となることを強制されて育ったという。18歳の時に自分の体験を下に『サラ、神に背いた少年』を発表し、その過激な内容から世間に衝撃を与えた。ペンネーム「ターミネーター」で雑誌に投稿していたと言われている。
また、シャイであるとして公式の場にはいつも長い金髪のカツラと帽子をかぶり、大きなサングラスをかけて登場し、そのミステリアスな雰囲気も相まってカリスマと人気を集めていた。『サラ、いつわりの祈り』の映画化に際して来日もしている。アーシア・アルジェント、ウィノナ・ライダー、コートニー・ラヴ、マリリン・マンソンなど多くの有名人との交友でも注目を集めた。
しかし、2005年10月、実はJ.T.リロイという人物は存在せず、リロイのソーシャルワーカーとして作品にも登場するローラ・アルバートという女性が創り上げた架空の人物であることが発覚した。この事実が発覚する前に、リロイが女性であることに気付いたジャーナリストがそのことについて尋ねると、「性転換中だ」と答えて誤魔化した。
2006年1月のニューヨーク・タイムズに掲載された記事では、リロイのエージェント、マネージャー、映画プロデューサー、幾人かのジャーナリストによって、公式の場にリロイとして現れていた人物はサヴァンナ・クヌープという女性で、ローラ・アルバートの夫ジェフリー・クヌープの妹であると明らかにされた。
同年2月、ジェフリー・クヌープはニューヨーク・タイムズのインタビュー記事で、ローラ・アルバートがリロイ名義の著作の作者であることを明かした。それ以降、アルバート自身も彼女本人がJ.T.リロイの本を執筆したことを認めている。
また、2008年10月にはサヴァンナ・クヌープが、告白本『ガール・ボーイ・ガール 私はいかにしてJTリロイになったか』（原題：Girl Boy Girl: How I Became JT LeRoy）を出版した。さらに、それを原作とした映画『ふたりのJ・T・リロイ ベストセラー作家の裏の裏』が2018年に公開されている（日本公開は2020年）。

## 著作
| 原題                                    | 原典出版年 | 日本語名             | 日本語版出版年 |
| --------------------------------------- | ---------- | -------------------- | -------------- |
| Sarah                                   | 1999       | サラ、神に背いた少年 | 1999           |
| The Heart Is Deceitful Above All Things | 1999       | サラ、いつわりの祈り | 2002           |
| Harold's End                            | 2005       | かたつむりハロルド   | 2005           |
| Labour                                  | 2007       | -                    | 未翻訳         |